# Công tước xứ Leuchtenberg

Huy hiệu của Eugène de Beauharnais Công tước xứ Leuchtenberg

Công tước xứ Leuchtenberg (tiếng Đức: Herzog von Leuchtenberg; tiếng Pháp: Duc de Leuchtenberg; tiếng Nga: Герцог Лейхтенбергский) là một tước hiệu được vua của Vương quốc Bayern tạo ra hai lần cho các nhân vật hoàng tộc. Lần tạo ra đầu tiên bởi Maximilian I, Tuyển hầu xứ Bayern để trao cho con trai của mình là Maximilian Philipp Hieronymus, sau khi ông qua đời mà không để lại người thừa kế, các vùng đất được truyền lại cho cháu trai của ông là Tuyển hầu tước Maximilian II. Lần tạo ra thứ 2 bởi Maximilian I Joseph, Quốc vương Bayern vào ngày 14 tháng 11 năm 1817 và được trao cho con rể của ông, Eugène de Beauharnais, nhận kính ngữ "Royal Highness", và các con cháu trực hệ của Eugène sẽ nhận kính ngữ Serene Highness. Eugène là con riêng Hoàng hậu Joséphine vợ đầu tiên của Hoàng đế bị phế truất Napoléon I của Pháp, và trước đó đã giữ tước hiệu hoàng tử Pháp (Prince français) với kính ngữ Imperial Highness. Ông cũng từng là người thừa kế Đại công quốc Frankfurt và một thời gian ngắn ở Vương quốc Ý. Vua Maximilian Joseph đã đền bù cho con rể của mình sau khi ông mất các tước hiệu khác và chỉ định ông là người thừa kế Vương quốc Bayern, chỉ xếp sau các hậu duệ dòng dõi nam của gia đình hoàng gia và ưu tiên tiếp theo sau Hoàng gia.
Tước hiệu phụ, cũng trong tước vị quý tộc của Bayern, là Thân vương xứ Eichstätt, được Công tước thứ 4 trả lại tước vị cho Vua Bayern vào năm 1855. Vào ngày 14 tháng 7 năm 1839, Hoàng đế Nikolai I của Nga đã phong cho Hoàng thân xứ Leuchtenberg theo phong cách Đế quốc Nga và Phần Lan, cùng với tước hiệu phụ là Thân vương Romanovsky, cho Công tước thứ 3, Maximilian de Beauharnais, người vừa kết hôn với con gái của ông, Nữ Đại công tước Maria Nikolaevna.
Nicholas Maximilianovich, Công tước thứ 4 của Leuchtenberg, được Alexander III của Nga phong làm Công tước xứ Leuchtenberg trong Đế chế Nga vào năm 1890, vì gia đình công tước lúc đó bao gồm các thành viên của Hoàng gia Nga mở rộng. Sự sáng tạo này một lần nữa khẳng định sự nâng tầm của phong cách từ Serene lên Imperial Highness, và sẽ được mang theo bởi tất cả các hậu duệ dòng dõi nam của Nicholas sinh ra từ các cuộc hôn nhân ở cấp bậc tương ứng, của Công tước đương nhiệm từ năm 1852 đến năm 1891. Danh hiệu này phần lớn mang tính chất nghi lễ, không có đất đai hoặc lãnh địa quản lý kèm theo; phong cách và tước hiệu trở thành "Duke von (hoặc of) Leuchtenberg, de Beauharnais".
Sau cái chết của Công tước thứ 8 vào năm 1974, không còn người thừa kế nam nào của triều đại; cuộc hôn nhân của cha mẹ Công tước thứ 8 là cuộc hôn nhân bình đẳng cuối cùng được thực hiện bởi một nam vương của Nhà Beauharnais. Danh hiệu được tuyên bố bởi Nicolas de Leuchtenberg (sinh năm 1933), người thừa kế cấp cao của Công tước thứ 4 với một cuộc hôn nhân quý tiện kết hôn. Nicolas Nikolaievitch (1868–1928) được phong Công tước Leuchtenberg vào năm 1890 theo sắc lệnh của Sa hoàng Alexander III của Nga, với phong cách Hoàng thân.
Nhiều hậu duệ nữ của vị Công tước đầu tiên xứ Leuchtenberg đã được gả vào các hoàng gia quan trọng ở châu Âu và Nam Mỹ, bao gồm: Người con gái cả là Joséphine xứ Leuchtenberg kết hôn với Vua Oscar I thuộc Vương tộc Bernadotte, và trở thành Vương hậu của Thụy Điển và Na Uy, hậu duệ của cặp đôi này vẫn trị vì Thuỵ Điển cho đến tận ngày nay; Người con gái thứ 2 là Eugénie xứ Leuchtenberg, kết hôn với Constantine, Thân vương xứ Hohenzollern-Hechingen thuộc Vương tộc Hohenzollern; Người con gái thứ 3 là Amélie xứ Leuchtenberg trở thành vợ thứ 2 của Hoàng đế Pedro I và giữ ngôi vị Hoàng hậu của Đế quốc Brasil; Người con gái thứ 4 là Théodelinde xứ Leuchtenberg, kết hôn với Wilhelm, Công tước xứ Urach, thuộc Vương tộc Württemberg.

## Công tước xứ Leuchtenberg, 1650-1705
| Công tước                               | Chân dung | Sinh | Hôn nhân                                                  | Mất                                          |
| --------------------------------------- | --------- | --- | --------------------------------------------------------- | -------------------------------------------- |
| Maximilian Philipp Hieronymus 1650–1705 |           | 30 tháng 9 năm 1638 Munich, Bayern con trai của Maximilian I, Tuyển hầu xứ Bayern và Nữ đại công tước Maria Anna của Áo | Maurita Febronia de la Tour d'Auvergne 1668 không con cái | 20 tháng 3 năm 1705 Türkheim, Bayern 66 tuổi |

## Các Công tước xứ Leuchtenberg (1817-1974)
| Công tước | Chân dung | Sinh | Hôn nhân | Mất                                               |
| --- | --------- | --- | --- | ------------------------------------------------- |
| Eugène de Beauharnais 1817–1824 phong cách Royal Highness bằng trợ cấp cá nhân, Hoàng tử Pháp (1804), Phó vương Ý (1805), Thân vương xứ Venice (1807), người thừa kế Đại công quốc Frankfurt (1810)       |           | 3 tháng 9 năm 1781 Paris, Pháp con trai của Alexandre, Tử tước xứ Beauharnais và Joséphine Tascher de la Pagerie              | Auguste của Bayern 14 tháng 1 năm 1806 7 người con                                                                                       | 21 tháng 2 năm 1824 Munich, Bayern 42 tuổi        |
| Auguste de Beauharnais 1824–1835 phong cách Serene Highness, trao Imperial và Royal Highness bởi cha vợ Công tước xứ Santa Cruz (1829), Vương tế Bồ Đào Nha (1834)                                        |           | 9 tháng 12 năm 1810 Milan, Lombardy, Italy con trai của Eugène de Beauharnais và Auguste của Bayern                           | Maria II, Nữ vương Bồ Đào Nha 1 tháng 12 năm 1834 không con                                                                              | 28 tháng 3 năm 1835 Lisbon, Bồ Đào Nha 24 tuổi    |
| Maximilian de Beauharnais 1835–1852 phong cách Serene Highness, được phong Imperial Highness bởi cha vợ                                                                                                   |           | 2 tháng 10 năm 1817 Munich, Bavaria con trai của Eugène de Beauharnais và Auguste của Bayern                                  | Nữ đại công tước Maria Nikolaevna của Nga 2 tháng 7 năm 1839 7 người con                                                                 | 1 tháng 11 năm 1852 Saint Petersburg, Nga 35 tuổi |
| Nicholas Maximilianovich de Beauharnais 1852–1891 phong cách Imperial Highness |           | 4 tháng 8 năm 1843 con trai của Maximilian de Beauharnais và Nữ đại công tước Maria Nikolaevna của Nga                        | Nadezhda Sergeevna Annenkova (quý tiện kết hôn) Tháng 10 năm 1868 2 con trai                                                             | 6 tháng 1 năm 1891 Paris, Pháp 47 tuổi            |
| Eugene Maximilianovich de Beauharnais 1891–1901 phong cách Imperial Highness |           | 8 tháng 2 năm 1847 Saint Petersburg, Nga con trai của Maximilian de Beauharnais và Nữ đại công tước Maria Nikolaevna của Nga  | Daria Opotchinina (quý tiện kết hôn) 20 tháng 1 năm 1869 1 con gái Zinaida Skobeleva (quý tiện kết hôn) 14 tháng 7 năm 1878 không con    | 31 tháng 8 năm 1901 Saint Petersburg, Nga 54 tuổi |
| George Maximilianovich de Beauharnais 1901–1912 phong cách Imperial Highness |           | 29 tháng 2 năm 1852 Saint Petersburg, Nga con trai của Maximilian de Beauharnais và Nữ đại công tước Maria Nikolaevna của Nga | Nữ công tước Therese Petrovna xứ Oldenburg 12 tháng 5 năm 1879 một con trai Công chúa Anastasia của Montenegro 16 tháng 4 năm 1889 2 con | 16 tháng 5 năm 1912 Paris, Pháp 60 tuổi (15)      |
| Alexander Georgievich de Beauharnais 1912–1942 phong cách Imperial Highness; quay trở lại phong cách Serene Highness khi các tước hiệu của Nga bị bãi bỏ năm 1918; tước hiệu bị bãi bỏ ở Đức vào năm 1919 |           | 13 tháng 11 năm 1881 Saint Petersburg, Nga con trai của George Maximilianovich và Nữ công tước Therese Petrovna xứ Oldenburg  | Nadezhda Nicolaevna Caralli (quý tiện kết hôn) 22 tháng 1 năm 1917 không con                                                             | 26 tháng 9 năm 1942 Salies-de-Béarn, Pháp 60 tuổi |
| Sergei Georgievich de Beauharnais 1942–1974 phong cách Serene Highness |           | 4 tháng 7 năm 1890 Peterhof, Nga con trai của George Maximilianovich và Công chúa Anastasia của Montenegro                    | không bao giờ kết hôn | 7 tháng 1 năm 1974 Rome, Ý 83 tuổi                |

## Các Công tước xứ Leuchtenberg, quý tiện kết hôn (1890-nay)
| Chân dung               | Tiểu sử | Phong cách | Hôn nhân                                                                                        | Nhiệm kỳ |
| ----------------------- | --- | --- | ----------------------------------------------------------------------------------------------- | --- |
| Nicolas de Leuchtenberg | Nicolas Nikolaevich de Leuchtenberg Sinh ngày 17 tháng 10 năm 1868 tại Geneva, Thụy Sĩ. Qua đời vào ngày 2 tháng 3 năm 1928 tại Paris, Pháp | được trao phong cách Highness bởi Alexander III (1890–1928); Bá tước xứ Beauharnais (1878–1928); Công tước xứ Leuchtenberg (1890–1928); Hầu tước xứ La Ferté-Beauharnais (1891–1928) | Nữ bá tước Maria Nikolaevna Grabbe (1869–1948) (cháu gái của Bá tước Nicholas Pavlovich Grabbe) | Công tước xứ Leuchtenberg 11 tháng 11 năm 1890 – 2 tháng 3 năm 1928 (37 năm, 3 tháng và 20 ngày) (em họ của Sergei Georgievich, con trai của Nicholas Maximilianovich) |
|                         | Nicolas Nikolaevich de Leuchtenberg Sinh ngày 8 tháng 8 năm 1896 tại Gory, Nga. Qua đời ngày 5 tháng 5 năm 1937 tại Munich, Đức             | phong cách Highness (1896–1937); Công tước xứ Leuchtenberg (1896–1937); Bá tước xứ Beauharnais (1896–1937); Hầu tước xứ La Ferté-Beauharnais (1928–1937)                             | Olga Nikolaevna Fomina (1898–1921) Elisabeth Müller-Himmler (1906–1999)                         | Công tước xứ Leuchtenberg 2 tháng 3 năm 1928 – 5 tháng 5 năm 1937 (9 năm, 2 tháng và 3 ngày) (con trai của người tiền nhiệm)                                           |
| Nicolas de Leuchtenberg | Nicolas de Leuchtenberg Sinh ngày 12 tháng 10 năm 1933 tại München, Đức                                                                     | phong cách Highness (1933); Công tước xứ Leuchtenberg (1933); Bá tước xứ Beauharnais (1933); Hầu tước xứ La Ferté-Beauharnais (1937)                                                 | Anne Christine Bügge (1936)                                                                     | Công tước xứ Leuchtenberg 5 tháng 5 năm 1937 – nay (87 năm, 11 tháng và 2 ngày) (con trai của người tiền nhiệm)                                                        |

## Phả hệ
- Eugène, kết hôn với Auguste của Bayern, 7 người con gồm:
  - Auguste, Công tước thứ 2, Công tước xứ Santa Cruz, kết hôn với Nữ vương Maria II của Bồ Đào Nha, không có hậu duệ
  - Maximilian, Công tước thứ 3, đã kết hôn Mariya Nikolayevna của Nga, 7 người con , bao gồm:
    - Mariya Maksimilianovna, Nữ thân vương Romanowskaya (1841–1941) kết hôn với Hoàng tử William xứ Baden (1829–1897)
      - Hoàng tử Max xứ Baden

    - Nicholas Maximilianovich, Công tước thứ 4 xứ Leuchtenberg, Thân vương xứ Romanowsky (4 tháng 8 năm 1843 tại biệt thự của Sergueïvskoïe – 6 tháng 1 năm 1891, Paris), được chôn cất trong một tu viện gần St Petersburg. Vào ngày 5 tháng 7 năm 1868, ông kết hôn với (quý tiện kết hôn) Nadezhda Sergeevna Annenkova (1840–1891), sau đó được gọi là Nữ bá tước xứ Beauharnais. Họ có hai đứa con:
      - Nicholas Nikolaevich de Leuchtenberg (17 tháng 10 năm 1868, Geneva – 2 tháng 3 năm 1928, Vaucluse, Pháp), thành viên của Bạch quân. Ông kết hôn với Nữ bá tước Maria Nikolaevna Grabbe (1869–1948) vào ngày 6 tháng 9 năm 1894 và có 7 người con, bao gồm:
        - Alexandra Nikolaevna de Leuchtenberg (1895–1960), Nữ thân vương xứ Romanowskaya, năm 1916 kết hôn với Thân vương Levan Melikov (1893–1928) (ly hôn), năm 1922 kết hôn với Nicholas Tereshchenko (1894–1926).
        - Nicholas Nikolaevich de Leuchtenberg (1896, Gori, gần Novgorod – 1937), kết hôn với Olga Fomina (1898–1921), vào ngày 8 tháng 9 năm 1919 tại Novocherkassk và sau đó (sau khi bà qua đời) tái hôn vào ngày 3 tháng 11 1928 tại Munich, với Elisabeth Müller-Himmler (1906–1999). Ông có hai con trong cuộc hôn nhân thứ hai của mình:
          - Eugénie Élisabeth de Leuchtenberg (1929–2006), năm 1958, bà kết hôn với Martin von Bruch (1911–)
          - Nicolas de Leuchtenberg, người nhận tước vị hiện tại, vào ngày 24 tháng 8 năm 1962, ông kết hôn với Anne Bügge (1933–), và có hai con:
            - Nicolas Maximilien de Leuchtenberg (1963–2002), chết khi chưa lập gia đình và không có con cái.
            - Constantin de Leuchtenberg (1965–), người thừa kế rõ ràng của cha mình, chưa lập gia đình và không có vấn đề gì.

        - Nadejda Nikolaevna de Leuchtenberg, (1898, Gori, gần Novgorod – 1962, San Francisco), năm 1929, bà kết hôn với Alexandre Yakovlevich Mogilevsky (1885, Odessa – 1953, Tokyo), và có một con trai :
          - Michael Alexandrovich de Beauharnais-Mogilevsky (1929–), kết hôn với Joan Russell (1931–), và có 3 người con:
            - Michelle de Beauharnais Mogilevsky (1956–), kết hôn lần đầu với Jeffre Harrison vào năm 1980, và sau đó là Douglas Mock (1955–).
            - Anton de Beauharnais Mogilevsky (1960–) năm 1995, ông kết hôn với Holly Jill Smith (1969–).
            - André Jon de Beauharnais Mogilevsky (1962–) kết hôn với Kimberly Potter.

        - Maximilien Nikolaevich de Leuchtenberg (1900–1905).
        - Sergei Nikolaevich de Leuchtenberg (1903–1966), người sáng lập Liên minh Quốc gia của những người Đoàn kết Nga. Năm 1925, ông kết hôn với Anne Naumova (1900–?), (ly dị năm 1938 và có 4 con gái), năm 1939 kết hôn với Kira Wolkova (1915–), (ly hôn năm 1942), và cuối cùng kết hôn với Olga Wickberg (1926–), và có một con trai và một con gái. Tổng cộng, ông có 6 người con trong tất cả các cuộc hôn nhân của mình:
          - Maria Magdalena de Leuchtenberg (1926–), kết hôn với Joseph de Pasquale (1919–2015) và có 4 người con.
          - Anna de Leuchtenberg (1928–), kết hôn với Robert Stout (1931–) và có 1 con trai:
            - Eugene de Beauharnais Stout (1957–), kết hôn với Patricia Lynn Thompson (1959–) và có 2 con.

          - Olga de Leuchtenberg (1931–2007), kết hôn với Ronald Newburg (1926–), và có 2 con:
            - George Alexander de Beauharnais Newburg (1958–)
            - Stephanie Anne de Beauharnais Newburg (1960–)

          - Natalia de Leuchtenberg (1934–), kết hôn với Malcolm Baker Bowers (1933–) và có 2 con.
          - Sergei Sergeevich de Leuchtenberg (1955–)
          - Elizabeth Sergeevna de Leuchtenberg (1957–), kết hôn với John Craft (1954–) và có 4 người con.

        - Michael Nikolaevich de Leuchtenberg (1905–1928), chưa lập gia đình và không có con.
        - Maria Nikolaevna de Leuchtenberg (1907–1992), kết hôn với Nikolai Dmitrievich, Bá tước von Mengden, Nam tước von Altenwoga (1899–1977).

      - George Nikolaevich de Leuchtenberg, (1872–1929), phong là Công tước xứ Leuchtenberg, Thân vương xứ Romanowsky; ông nổi tiếng vì đã tổ chức Anna Anderson vào năm 1927, tại Castle Seeon. Năm 1895, ông kết hôn với Công chúa Olga Nikolaevna Repnina (1872–1953), và có 6 người con:
        - Elena Georgievna de Leuchtenberg (1896–1977), kết hôn với Arkadii Konstantinovich Ugrichist-Trebinsky (1897–1982) và có 1 con gái.
        - Dmitri Georgievich de Leuchtenberg (1898–1972), kết hôn với Catherine Alexeievna Arapova (1900–1991) năm 1921 và có 2 con:
          - Elena Dmitrievna de Leuchtenberg (1922, Munich –2013), chưa lập gia đình và không có con.
          - George Dmitrievich de Leuchtenberg (1927, Munich –1963, Quebec), chưa lập gia đình và không có con.

        - Natalia Georgievna de Leuchtenberg (1900–1995), kết hôn với Vladimir Feodorovich, Nam tước Meller Meller-Sakomelsky (1894–1962).
        - Tamara Georgievna de Leuchtenberg (1901–?), kết hôn với Constantin Karanfilov (1905–1978) và có 3 con gái.
        - Andrei Georgievich de Leuchtenberg (1903, St. Petersburg –1919, Narva), chưa lập gia đình và không có con.
        - Constantine Georgievich de Leuchtenberg (19 tháng 5 năm 1905 tại Nga–17 tháng 12 năm 1983 tại Ottawa, Canada), năm 1929, ông kết hôn với Công chúa Daria Alexeievna Obolenskaya (1903–1982), và có 2 con gái :
          - Xenia Constantinovna de Leuchtenberg (1930–), kết hôn với Dmitri, Bá tước Grabbe (1927–2011) và có 7 người con.
          - Olga Constantinovna de Leuchtenberg (1932–); vào ngày 15 tháng 3 năm 1952, cô kết hôn với Oleg Gaydebouroff ở Hempstead, Quận Nassau, New York. Họ đã có 2 con.

    - Yevgeniya Maksimilianovna, Nữ Thân vương Romanowskaya (1845–1925) m. Công tước Alexander Petrovich xứ Oldenburg (1844–1932)
      - Công tước Peter Alexandrovich xứ Oldenburg, kết hôn với Nữ công tước Olga Alexandrovna của Nga vào ngày 9 tháng 8 năm 1901 mà không có con cái; cuộc hôn nhân bị hủy bỏ vào năm 1916 bởi Nicholas II.

    - Eugène Maximilianovich, Công tước thứ 5 xứ Leuchtenberg (1847–1901), kết hôn (1) Daria Opochinina (1845–1870), kết hôn (2) năm 1878 Zinaida Skobeleva (1856–1899); cả 2 người vợ của ông đều được phong là Nữ bá tước xứ Beauharnais. Ông có một cô con gái từ cuộc hôn nhân đầu tiên:
      - Daria de Beauharnais (1870–1937), phong là Nữ bá tước xứ Beauharnais, kết hôn với (1) Lev Mikhailovich, Thân vương Kochubey (1862–1927) năm 1893, ly dị năm 1910; kết hôn (2) Vladimir, Nam tước von Graevenitz (1872–1916) năm 1911; kết hôn với (3) Victor Markezetti (1874–1938) năm 1913. Bà có 2 người con trong cuộc hôn nhân đầu tiên:
        - Eugène Lvovich, Thân vương Kochubey de Beauharnais (1894, Peterhof –1951), kết hôn với Helen Geraldine Pierce (1898–1980), và có 4 người con gái.
        - Natalia Lvovna, Công chúa Kochubey de Beauharnais (1899–1979), chưa lập gia đình và không có con.

    - Sergei Maximilianovich, Công tước xứ Leuchtenberg (1849–1877), thiệt mạng trong cuộc chiến tranh Nga-Thổ Nhĩ Kỳ.
    - George Maximilianovich, Công tước von Leuchtenberg thứ 6 (1852–1912), kết hôn (1) Nữ công tước Therese Petrovna xứ Oldenburg (1852– 1883) vào năm 1879 tại Stuttgart, và có một con trai, kết hôn (2) Công chúa Anastasia của Montenegro (1868–1935) vào năm 1889 tại Peterhof, và có một con trai và một con gái:
      - Alexander Georgievich, Công tước von Leuchtenberg thứ 7 (1881–1942), kết hôn thông thường với Nadejda Caralli (1883–1964) vào ngày 22 tháng 4 năm 1917 tại St.Petersburg, không có hậu duệ.
      - Sergei Georgievich, Công tước thứ 8 của von Leuchtenberg (1890–1974), độc thân và không có con.
      - Elena Georgievena, Công chúa Romanowskaya (1892–1971), kết hôn với Bá tước Stefan Tyszkiewicz (1896–1976) vào năm 1917 tại Yalta, bà có một con gái:
        - Natalia Rose Marie, Nữ bá tước Tyszkiewicz (1921–2003), chưa lập gia đình và không có con.

    - Alexandra Maximilanova, Công chúa Romanowskaya (1840–183), chết trẻ.